# 第91回都市対抗野球大会予選
第91回都市対抗野球大会予選は、第91回都市対抗野球大会に出場するチームを決定する予選の結果である。コールド、延長のイニングは記載しない。

## 北海道地区

### 北海道地区1次予選
- 1回戦

TRANSYS　4-1　札幌ブルーインズ
札幌ホーネッツ　7-0　旭川グレートベアーズ
ブレーブくしろ　8-5　帯広倶楽部
オール苫小牧　3-2　小樽野球協会
WEEDしらおい　10-3　札幌倶楽部
- 2回戦

TRANSYS　5-3　伊達聖ヶ丘病院
函館太洋倶楽部　2-0　札幌ホーネッツ
WEEDしらおい　12-0　ブレーブくしろ
北海道ガス　5-2　オール苫小牧
- 3回戦

日本製鉄室蘭シャークス　9-0　TRANSYS
航空自衛隊千歳　7-0　函館太洋倶楽部
WEEDしらおい　3-2　ウイン北広島
JR北海道硬式野球クラブ　4-1　北海道ガス
- 2次予選進出決定戦

日本製鉄室蘭シャークス　7-0　WEEDしらおい
JR北海道硬式野球クラブ　7-0　航空自衛隊千歳
- 敗者復活2次予選進出決定戦

航空自衛隊千歳　13-4　WEEDしらおい
- 敗者復活1回戦

TRANSYS　4-2　ウイン北広島
北海道ガス　8-4　函館太洋倶楽部
- 敗者復活２回戦

北海道ガス　10-1　TRANSYS
- 敗者復活2次予選進出決定戦

北海道ガス　6-3　WEEDしらおい
日本製鉄室蘭シャークス、JR北海道硬式野球クラブ、航空自衛隊千歳、北海道ガスが北海道地区2次予選へ進出

### 北海道地区2次予選
- リーグ戦

JR北海道硬式野球クラブ　7-3　航空自衛隊千歳
北海道ガス　4-1　日本製鉄室蘭シャークス
JR北海道硬式野球クラブ　10-2　北海道ガス
航空自衛隊千歳　3-0　日本製鉄室蘭シャークス
航空自衛隊千歳　5-2　北海道ガス
日本製鉄室蘭シャークス　8-5　JR北海道硬式野球クラブ
- 代表決定戦

JR北海道硬式野球クラブ　8-2　航空自衛隊千歳
JR北海道硬式野球クラブが本大会へ進出

## 東北地区

### 岩手地区1次予選
- 1回戦

一関ベースボールクラブ　7-1　北上REDS
赤崎野球クラブ　11-6　オール江刺
- 2回戦

遠野クラブ　11-4　盛岡倶楽部
釜石野球団　16-5　オール不来方
一戸桜陵クラブ　4-3　前沢野球倶楽部
住田硬式野球クラブ　15-13　福高クラブ
一関ベースボールクラブ　9-5　花巻硬友倶楽部
矢巾硬式クラブ　6-2　赤崎野球クラブ
盛友クラブ　12-5　宮古倶楽部
盛岡球友倶楽部　11-3　高田クラブ
- 3回戦

一関ベースボールクラブ　5-3　遠野クラブ
盛友クラブ　4-3　釜石野球団
一戸桜陵クラブ　4-2　矢巾硬式クラブ
盛岡球友倶楽部　11-4　住田硬式野球クラブ
- 準々決勝

JR盛岡　10-0　一関ベースボールクラブ
水沢駒形野球倶楽部　6-5　盛友クラブ
MKSI BASEBALL CLUB　6-3　一戸桜陵クラブ
トヨタ自動車東日本　7-0　盛岡球友倶楽部
- 準決勝

JR盛岡　4-0　水沢駒形野球倶楽部
トヨタ自動車東日本　18-0　MKSI BASEBALL CLUB
- 第3代表決定戦

水沢駒形野球倶楽部　7-3　MKSI BASEBALL CLUB
- 決勝戦

トヨタ自動車東日本　2-1　JR盛岡
トヨタ自動車東日本、JR盛岡、水沢駒形野球倶楽部が東北地区2次予選へ進出

### 秋田地区1次予選
- 1回戦

秋田王冠クラブ　5-4　由利本荘ベースボールクラブ
秋田ベースボールクラブ　不戦勝　能代松陵クラブ
- 2回戦

秋田王冠クラブ　不戦勝　JR秋田
ゴールデンリバース　17-1　大曲ベースボールクラブ
秋田GLANZ　12-1　互大設備ダイアモンドクラブ
TDK　13-0　秋田ベースボールクラブ
- 準決勝

ゴールデンリバース　10-8　秋田王冠クラブ
TDK　不戦勝　秋田GLANZ
- 決勝戦

TDK　不戦勝　ゴールデンリバース
TDK、ゴールデンリバースが東北地区2次予選へ進出

### 宮城地区1次予選
- 1回戦

HOKUTOベースボールクラブ　0-4　東北マークス
JR東日本東北　10-0　白山クラブ
日本製紙石巻　25-0　青葉クラブ
七十七銀行　10-3　TFUクラブ
- 準決勝

JR東日本東北　9-2　東北マークス
七十七銀行　7-2　日本製紙石巻
- 決勝戦

JR東日本東北　6-0　七十七銀行
- 第3代表決定戦

日本製紙石巻　7-2　東北マークス
JR東日本東北、七十七銀行、日本製紙石巻が東北地区2次予選へ進出

### 山形地区1次予選
- 1回戦

鶴岡野球クラブ　10-2　天童エンジェルス
きらやか銀行　27-0　新庄球友クラブ
- 決勝戦

きらやか銀行　18-0　鶴岡野球クラブ
きらやか銀行が東北地区2次予選へ進出

### 福島地区1次予選
- 1回戦

郡山ベースボールクラブ　11-2　保原クラブ
全白河野球クラブ　17-1　郡山イーストジャパンクラブ
小峰クラブ　6-3　川俣クラブ
いわき菊田クラブ　10-2　須賀川クラブ
北斗野球クラブ　5-2　自衛隊福島
- 2回戦

オールいわきクラブ　13-5　郡山ベースボールクラブ
富士通アイソテックベースボールクラブ　3-2　全白河野球クラブ
小峰クラブ　7-1　北斗野球クラブ
福島硬友クラブ　10-1　いわき菊田クラブ
- 準決勝

オールいわきクラブ　8-2　小峰クラブ
富士通アイソテックベースボールクラブ　11-9　福島硬友クラブ
- 決勝戦

富士通アイソテックベースボールクラブ　11-4　オールいわきクラブ
富士通アイソテックベースボールクラブ、オールいわきクラブが東北地区2次予選へ進出

### 東北地区2次予選
- 第1代表1回戦

ゴールデンリバース　8-7　福島硬友クラブ
JR盛岡　2-1　富士通アイソテックベースボールクラブ
日本製紙石巻　10-0　オールいわきクラブ
七十七銀行　12-0　水沢駒形野球倶楽部
- 第1代表2回戦

きらやか銀行　14-2　ゴールデンリバース
JR東日本東北　5-0　JR盛岡
日本製紙石巻　3-0　トヨタ自動車東日本
TDK　4-2　七十七銀行
- 第1代表準決勝

JR東日本東北　2-0　きらやか銀行
TDK　1-0　日本製紙石巻
- 第1代表決定戦

TDK　2-0　JR東日本東北
- 第2代表1回戦

トヨタ自動車東日本　18-1　福島硬友クラブ
七十七銀行　5-0　富士通アイソテックベースボールクラブ
オールいわきクラブ　3-1　ゴールデンリバース
JR盛岡　4-2　水沢駒形野球倶楽部
- 第2代表2回戦

七十七銀行　6-2　トヨタ自動車東日本
JR盛岡　7-4　オールいわきクラブ
- 第2代表3回戦

七十七銀行　8-4　きらやか銀行
日本製紙石巻　4-1　JR盛岡
- 第2代表4回戦

日本製紙石巻　4-3　七十七銀行
- 第2代表決定戦

日本製紙石巻　5-2　JR東日本東北
TDK、日本製紙石巻が本大会へ進出

## 北信越地区

### 長野地区1次予選
- 進出決定戦1回戦

佐久コスモスターズ硬式野球クラブ　10-0　長野好球倶楽部
上田硬式野球俱楽部　6-4　千曲川硬式野球クラブ
- 進出決定戦第1代表決定戦

上田硬式野球俱楽部　10-5　佐久コスモスターズ硬式野球クラブ
- 進出決定戦敗者復活戦

千曲川硬式野球クラブ　20-1　長野好球倶楽部
- 進出決定戦第2・3代表決定戦

千曲川硬式野球クラブ　24-4　佐久コスモスターズ硬式野球クラブ
- 1回戦

信越硬式野球クラブ　8-0　佐久コスモスターズ硬式野球クラブ
千曲川硬式野球クラブ　6-0　上田硬式野球俱楽部
- 第3代表決定戦

佐久コスモスターズ硬式野球クラブ　4-3　上田硬式野球俱楽部
- 第1・第2代表決定戦

千曲川硬式野球クラブ　1-0　信越硬式野球クラブ
千曲川硬式野球クラブ、信越硬式野球クラブ、佐久コスモスターズ硬式野球クラブが北信越地区2次予選へ進出

### 新潟地区1次予選
- 1回戦

JR新潟　9-2　新潟クラブ野球団
- 準決勝

バイタルネット　16-0　佐渡軍団
新潟コンマーシャル倶楽部　11-0　JR新潟
- 第3代表決定戦

JR新潟　15-1　佐渡軍団
- 決勝戦

バイタルネット　18-0　新潟コンマーシャル倶楽部
バイタルネット、新潟コンマーシャル倶楽部、JR新潟が北信越地区2次予選へ進出

### 富山・石川・福井地区1次予選
- 1回戦

富山ベースボールクラブ　10-2　福井ミリオンドリームズ
ロキテクノ富山　8-0　Hard Ball Club 金沢
- 2回戦

BANDITS BASEBALL CLUB　9-2　富山ベースボールクラブ
ロキテクノ富山　3-2　伏木海陸運送
- 第一代表決定戦

ロキテクノ富山　9-2　BANDITS BASEBALL CLUB
- 敗者復活戦

伏木海陸運送　5-1　富山ベースボールクラブ
- 第二代表決定戦

伏木海陸運送　6-5　BANDITS BASEBALL CLUB
ロキテクノ富山、伏木海陸運送が北信越2次予選へ進出

### 北信越地区2次予選
- 1回戦

信越硬式野球クラブ　2-1　バイタルネット
新潟コンマーシャル倶楽部　5-2　佐久コスモスターズ硬式野球クラブ
ロキテクノ富山　10-5　JR新潟
伏木海陸運送　4-0　千曲川硬式野球クラブ
- 準決勝

信越硬式野球クラブ　5-0　ロキテクノ富山
伏木海陸運送　8-0　新潟コンマーシャル倶楽部
- 決勝戦

伏木海陸運送　4-2　信越硬式野球クラブ
伏木海陸運送が本大会へ進出

## 北関東地区

### 茨城地区1次予選
- 1回戦

全鹿嶋野球倶楽部　4-3　大宮クラブ
全水戸野球クラブ　5-3　鹿島レインボーズ
茨城ゴールデンゴールズ　6-2　オール日立ドリームズ
- 2回戦

JR水戸　9−8　全鹿嶋野球倶楽部
全水戸野球クラブ　14−6　全神栖硬式野球クラブ
茨城トヨペット　4−2　茨城ゴールデンゴールズ
日本ウェルネススポーツ大学　8−0　TSUKUBACLUB
- 3回戦

JR水戸　11−0　全水戸野球クラブ
茨城トヨペット　8−4　日本ウェルネススポーツ大学
- 順位決定戦

日本製鉄鹿島　15-1　JR水戸
日立製作所　15-0　茨城トヨペット
- 第3・4代表決定戦

茨城トヨペット　6-4　JR水戸
- 第1・2代表決定戦

日立製作所　5-4　日本製鉄鹿島
日立製作所、日本製鉄鹿島、茨城トヨペット、JR水戸が北関東地区2次予選へ進出

### 栃木地区1次予選
- 1回戦

全栃木野球クラブ　8-7　全那北硬式野球クラブ
- 2回戦

全足利クラブ　10-2　宇都宮大学OB野球クラブ
コットンウェイ硬式野球倶楽部　13-3　TSK宇都宮
鹿沼39　10-1　宇工OBクラブ
エイジェック　12-0　全栃木野球クラブ
- 3回戦

エイジェック　16-0　鹿沼39
全足利クラブ　7-0　コットンウェイ硬式野球倶楽部
- 決勝戦

全足利クラブ　1-0　エイジェック
全足利クラブ、エイジェックが北関東地区2次予選へ進出

### 群馬地区1次予選
- 1回戦

太田球友硬式野球クラブ　11-5　オール高崎野球倶楽部
伊勢崎硬建クラブ　6-2　太田暁硬式野球倶楽部
- 準決勝

太田球友硬式野球倶楽部　5-2　伊勢崎硬建クラブ
- 決勝戦

SUBARU　20-0　太田球友硬式野球倶楽部
SUBARU、太田球友硬式野球倶楽部が北関東地区2次予選へ進出

### 北関東地区2次予選
- 1回戦

SUBARU　10-0　JR水戸
日本製鉄鹿島　2-0　エイジェック
全足利クラブ　9-1　茨城トヨペット
日立製作所　10-0　太田球友硬式野球倶楽部
- 準決勝

日本製鉄鹿島　2-1　SUBARU
日立製作所　2-1　全足利クラブ
- 第1代表決定戦

日立製作所　4-0　日本製鉄鹿島
- 敗者復活1回戦

エイジェック　7-1　JR水戸
茨城トヨペット　6-0　太田球友硬式野球倶楽部
- 敗者復活2回戦

エイジェック　4-2　全足利クラブ
SUBARU　14-0　茨城トヨペット
- 敗者復活3回戦

SUBARU　12-2　エイジェック
- 第2代表決定戦

日本製鉄鹿島　4-3　SUBARU
日立製作所、日本製鉄鹿島が本大会へ進出

## 南関東地区

### 埼玉地区1次予選
- クラブ1回戦

川口ゴールデンドリームス　7-6　全熊谷硬式野球クラブ
一球幸魂倶楽部　3-2　所沢グリーンベースボールクラブ
新座ダイヤモンドドックス　8-1　全三郷硬式野球団
全浦和野球団　5-4　都幾川倶楽部硬式野球団
- クラブ2回戦

川口ゴールデンドリームス　5-0　新波
全大宮野球団　4-1　一球幸魂倶楽部
全浦和野球団　6-3　WARRIORS41
新座ダイヤモンドドックス　6-3　レジェンズ
- クラブ準決勝

全大宮野球団　6-1　全浦和野球団
川口ゴールデンドリームス　13-11　新座ダイヤモンドドッグス
- クラブ決勝戦

川口ゴールデンドリームス　17-1　全大宮野球団
- リーグ戦

オールフロンティア　7-1　SUNホールディングス
オールフロンティア　7-2　深谷組
深谷組　7-2　SUNホールディングス
- 1回戦

深谷組　8-2　SUNホールディングス
オールフロンティア　7-0　全大宮野球団
- 準決勝

日本通運　10-0　深谷組
Honda　6-2　オールフロンティア
- 第3代表決定戦

オールフロンティア　5-2　深谷組
- 第1・2代表決定戦

日本通運　3-2　Honda
日本通運、Honda、オールフロンティアが南関東地区2次予選へ進出

### 千葉地区1次予選
- 1回戦

BIG WINGS印西　2-1　Oceans
ハナマウイ　11-1　サウザンリーフ市原
千葉熱血MAKING　5-0　ヌーベルBC
- 2回戦

ハナマウイ　13-0　BIG WINGS印西
YBC柏　7-4　千葉熱血MAKING
- 準決勝

日本製鉄かずさマジック　6-4　ハナマウイ
YBC柏　8-6　JR千葉
- 第1・2代表決勝戦

日本製鉄かずさマジック　9-1　YBC柏
- 敗者復活1回戦

JR千葉　6-3　BIG WINGS印西
ハナマウイ　11-1　千葉熱血MAKING
- 第3代表決定戦

ハナマウイ　4-3　JR千葉
日本製鉄かずさマジック、YBC柏、ハナマウイが南関東地区2次予選へ進出

### 南関東地区2次予選
- 第1代表1回戦

日本製鉄かずさマジック　2-1　オールフロンティア
Honda　6-0　ハナマウイ
- 第1代表準決勝

日本通運　1-0　日本製鉄かずさマジック
Honda　3-2　YBC柏
- 第1代表決定戦

Honda　6-5　日本通運
- 第2代表1回戦

YBC柏　4-2　オールフロンティア
ハナマウイ　5-3　日本製鉄かずさマジック
- 第2代表2回戦

YBC柏　1-0　ハナマウイ
- 第2代表決定戦

日本通運　11-1　YBC柏
- 第3代表決定戦

ハナマウイ　6-0　YBC柏
Honda、日本通運、ハナマウイが本大会へ進出

## 東京地区予選

### 東京地区1次予選
- 1回戦

JPアセット証券　11-1　東京好球倶楽部
東京弥生クラブ　不戦勝　警視庁野球部
TOKYO METS　9-0　ホグレル
THINKフィットネス・GOLD'S GYMベースボールクラブ　9-2　エスプライド鉄腕硬式野球部
REVENGE99　3-0　西多摩倶楽部
WIEN'Z　4-3　全調布硬式野球倶楽部
全府中野球倶楽部　9-0　東京LBC
日本ウェルネススポーツ大学東京　24-0　武蔵野クラブ
- 2回戦

JPアセット証券　14-0　東京弥生クラブ
THINKフィットネス・GOLD'S GYMベースボールクラブ　3-1　TOKYO METS
REVENGE99　7-2　WIEN'Z
全府中野球倶楽部　8-4　日本ウェルネススポーツ大学東京
- 代表決定戦

JPアセット証券　6-0　THINKフィットネス・GOLD'S GYMベースボールクラブ
REVENGE99　6-3　全府中野球倶楽部
JPアセット証券、REVENGE99が東京地区2次予選へ進出

### 東京地区2次予選
- 第1代表1回戦

JR東日本　8-5　セガサミー
東京ガス　7-0　REVENGE99
NTT東日本　10-0　JPアセット証券
明治安田生命　5-2　鷺宮製作所
- 第1代表準決勝

JR東日本　6-1　東京ガス
NTT東日本　3-2　明治安田生命
- 第1代表決定戦

JR東日本　3-0　NTT東日本
- 第2代表1回戦

セガサミー　10-3　REVENGE99
鷺宮製作所　3-2　JPアセット証券
- 第2代表2回戦

セガサミー　7-0　明治安田生命
鷺宮製作所　8-7　東京ガス
- 第2代表3回戦

セガサミー　7-2　鷺宮製作所
- 第2代表決定戦

NTT東日本　3-1　セガサミー
- 第3代表決定戦

セガサミー　3-0　鷺宮製作所
- 第4代表1回戦

東京ガス　5-2　明治安田生命
- 第4代表決定戦

鷺宮製作所　5-0　東京ガス
JR東日本、NTT東日本、セガサミー、鷺宮製作所が本大会へ進出

## 西関東地区

### 神奈川地区1次予選
- 1回戦

京浜野球倶楽部　3-2　WIEN BASEBALL CLUB
茅ヶ崎サザンカイツ　15-2　国際総合伊勢原クラブ
横浜ベイブルース　6-3　相模原クラブ
横浜球友クラブ　4-2　湘南ひらつかマルユウベースボールクラブ
- 2回戦

横浜金港クラブ　8-1　京浜野球倶楽部
全川崎クラブ　7-2　茅ヶ崎サザンカイツ
横浜中央クラブ　4-3　横浜ベイブルース
JFAM EMANON Baseball Club　10-3　横浜球友クラブ
- 準決勝

全川崎クラブ　2-0　横浜金港クラブ
JFAM EMANON Baseball Club　8-4　横浜中央クラブ
- 決勝

JFAM EMANON Baseball Club　9-2　全川崎クラブ
JFAM EMANON Baseball Club、全川崎クラブ、横浜中央クラブ、横浜金港クラブが西関東地区2次予選へ進出

### 山梨地区1次予選
- 1回戦

GOOD・JOB硬式野球部　12-1　桂倶楽部
Arts International Club　11-2　北杜クラブ
山梨球友クラブ　10-3　南アルプス硬式野球倶楽部
甲斐府中クラブ　12-1　TSUKUMO BASEBALL CLUB
- 準決勝

甲斐府中クラブ　8-1　GOOD・JOB硬式野球部
山梨球友クラブ　14-1　Arts International Club
- 決勝戦

甲斐府中クラブ　9-6　山梨球友クラブ
甲斐府中クラブ、山梨球友クラブが西関東地区2次予選へ進出

### 西関東地区2次予選
- ブロック代表決定戦

甲斐府中クラブ　2-0　横浜金港クラブ
全川崎クラブ　3-0　横浜中央クラブ
JFAM EMANON　10-7　山梨球友クラブ
三菱パワー　10-0　甲斐府中クラブ
東芝　9-2　全川崎クラブ
ENEOS　9-1　JFAM EMANON
- 代表決定リーグ戦

東芝　1-0　三菱パワー
ENEOS　3-0　東芝
ENEOS　5-3　三菱パワー
ENEOS、東芝が本大会へ進出

## 東海地区

### 静岡地区1次予選
- 1回戦

スクールパートナー硬式野球部　3-2　山岸ロジスターズ
静岡硬式野球倶楽部　4-2　浜松ケイ・スポーツBC
焼津マリーンズ　12-4　富士クラブ
- 準決勝

スクールパートナー硬式野球部　3-1　ヤマハ発動機野球部
焼津マリーンズ　8-0　静岡硬式野球倶楽部
- 決勝戦

スクールパートナー硬式野球部　10-1　焼津マリーンズ
スクールパートナー硬式野球部が東海地区2次予選へ進出

### 愛知地区1次予選
- 1回戦

愛知ベースボール倶楽部　7-4　CENTRAL ARCH
ジェイグループ　5-2　矢場とんブースターズ
- 準決勝

鳥開ベースボールクラブ　8-1　愛知ベースボール倶楽部
ジェイグループ　9-8　スポーツ総合学園SEED
- 決勝

ジェイグループ　9-2　鳥開ベースボールクラブ
ジェイグループが東海地区2次予選へ進出

### 岐阜・三重地区1次予選
- リーグ戦

三重高虎B.C　8-0　奥伊勢クラブ
岐阜硬式野球倶楽部　16-0　奥伊勢クラブ
岐阜硬式野球倶楽部　11-10　三重高虎B.C
岐阜硬式野球倶楽部が東海地区2次予選へ進出

### 東海地区2次予選
- 第1代表1回戦

日本製鉄東海REX　3-2　東海理化
ジェイプロジェクト　4-3　三菱自動車岡崎
三菱重工名古屋　7-0　岐阜硬式野球倶楽部
トヨタ自動車　9-2　東邦ガス
西濃運輸　12-1　スクールパートナー硬式野球部
王子　4-0　永和商事ウイング
Honda鈴鹿　4-3　ヤマハ
JR東海　12-3　ジェイグループ
- 第1代表2回戦

ジェイプロジェクト　7-4　日本製鉄東海REX
トヨタ自動車　12-3　三菱重工名古屋
西濃運輸　2-1　王子
Honda鈴鹿　4-0　JR東海
- 第1代表準決勝

トヨタ自動車　4-3　ジェイプロジェクト
Honda鈴鹿　5-3　西濃運輸
- 第1代表決定戦

トヨタ自動車　5-1　Honda鈴鹿
- 第2代表1回戦

ジェイプロジェクト　8-7　西濃運輸
- 第2代表決定戦

Honda鈴鹿　5-1　ジェイプロジェクト
- 第3代表1回戦

三菱自動車岡崎　5-1　東海理化
東邦ガス　13-1　岐阜硬式野球倶楽部
永和商事ウイング　9-1　スクールパートナー硬式野球部
ヤマハ　4-2　ジェイグループ
- 第3代表2回戦

三菱自動車岡崎　3-2　三菱重工名古屋
東邦ガス　11-2　日本製鉄東海REX
永和商事ウイング　4-3　JR東海
ヤマハ　4-2　王子
- 第3代表準決勝

三菱自動車岡崎　5-1　東邦ガス
ヤマハ　4-1　永和商事ウイング
- 第3代表決定戦

ヤマハ　14-2　三菱自動車岡崎
- 第4代表1回戦

東邦ガス　8-1　永和商事ウイング
- 第4代表2回戦

東邦ガス　3-0　西濃運輸
- 第4代表決定戦

東邦ガス　7-2　ジェイプロジェクト
- 第5代表決定戦

ジェイプロジェクト　3-2　三菱自動車岡崎
- 第6代表1回戦

東海理化　3-2　日本製鉄東海REX
JR東海　3-0　三菱重工名古屋
永和商事ウイング　3-2　王子
- 第6代表2回戦

西濃運輸　7-0　東海理化
永和商事ウイング　4-3　JR東海
- 第6代表3回戦

西濃運輸　4-3　永和商事ウイング
- 第6代表決定戦

三菱自動車岡崎　2-1　西濃運輸
トヨタ自動車、Honda鈴鹿、ヤマハ、東邦ガス、ジェイプロジェクト、三菱自動車岡崎が本大会へ進出

## 近畿地区

### 滋賀地区1次予選
- 1回戦

ルネス紅葉アカデミー　6-5　全大津野球団
湖南ベースボールクラブ　11-7　瀬田クラブ
- 準決勝

OBC高島　8-0　ルネス紅葉アカデミー
ルネス紅葉スポーツ柔整　11-3　湖南ベースボールクラブ
- 決勝戦

OBC高島　不戦勝　ルネス紅葉スポーツ柔整専門学校
OBC高島が京都・滋賀・奈良地区1次予選へ進出

### 京都地区1次予選
- 1回戦

京都フルカウンツ　6-5　DBグラッズ
京都城陽ファイアーバーズ　7-0　東山クラブ
- 2回戦

宇治ベースボールクラブ　2-1　鴨沂クラブ
京都ジャスティス　5-3　山城ベースボールクラブ
島津製作所　8-0　京都フルカウンツ
京都城陽ファイアーバーズ　16-11　三菱自動車京都ダイヤフェニックス
- 準決勝

島津製作所　3-0　宇治ベースボールクラブ
京都ジャスティス　3-2　京都城陽ファイアーバーズ
- 決勝戦

島津製作所　3-2　京都ジャスティス
島津製作所が京都・滋賀・奈良地区1次予選へ進出

### 奈良地区1次予選
- 1回戦

奈良Jメンテナンス野球クラブ　6-5　関西ハング硬式野球団
BBCジェッツ　10-0　GSG斑鳩
- 2回戦

一城クラブ　6-4　NineForce
帝塚山大学OBクラブ　6-4　奈良アンビションズクラブ
奈良Jメンテナンス野球クラブ　17-1　奈良フレンドベースボールクラブ
大和高田クラブ　11-4　BBCジェッツ
- 準決勝

奈良フレンドベースボールクラブ　2-1　一城クラブ
大和高田クラブ　10-0　帝塚山大学OBクラブ
- 決勝戦

大和高田クラブ　10-0　大和高田クラブ
大和高田クラブが京都・滋賀・奈良地区1次予選へ進出

### 京都・滋賀・奈良地区1次予選
- リーグ戦

島津製作所　1-0　OBC高島
大和高田クラブ　9-2　OBC高島
大和高田クラブ　4-0　島津製作所
大和高田クラブ、島津製作所が近畿地区2次予選へ進出

### 大阪・和歌山地区1次予選
- 1回戦

履正社学園　6-3　八尾ベースボールクラブ
- 2回戦

大阪ウイング硬式野球クラブ　14-10　関西硬式野球クラブ
泉州大阪野球団　8-7　大阪ホークスドリーム
NSBベースボールクラブ　4-3　履正社ベースボールクラブ
マツゲン箕島硬式野球部　2-1　履正社学園
- 準決勝

マツゲン箕島硬式野球部　8-5　NSBベースボールクラブ
泉州大阪野球団　6-4　大阪ウイング硬式野球クラブ
- 決勝戦

泉州大阪野球団　4-2　マツゲン箕島硬式野球部
泉州大阪野球団が近畿地区2次予選へ進出

### 兵庫地区1次予選
- 1回戦

兵庫県警察硬式野球部県警桃太郎　6-5　関メディベースボール学院
- 2回戦

KC西宮　9-6　イートファクトリーベースボールクラブ
NOMOベースボールクラブ　5-1　ジェイエフエフシステムズ
神戸ビルダーズ　6-5　兵庫県警察硬式野球部県警桃太郎
神戸レールスターズ　4-3　全播磨硬式野球団
- 3回戦

NOMOベースボールクラブ　9-0　KC西宮
神戸ビルダーズ　9-0　神戸レールスターズ
- 準決勝

NOMOベースボールクラブ　4-2　神戸ビルダーズ
三菱重工神戸・高砂　3-0　日本製鉄広畑
- 決勝戦

三菱重工神戸・高砂　2-1　NOMOベースボールクラブ
三菱重工神戸・高砂が近畿地区2次予選へ進出

### 近畿地区2次予選
- 第1代表1回戦

ニチダイ　10-0　泉州大阪野球団
カナフレックス　11-10　日本生命
日本製鉄広畑　6-4　大和高田クラブ
NTT西日本　13-1　NOMOベースボールクラブ
日本新薬　2-0　ミキハウス
パナソニック　4-3　島津製作所
- 第1代表2回戦

大阪ガス　5-1　ニチダイ
カナフレックス　5-4　日本製鉄広畑
NTT西日本　1-0　日本新薬
パナソニック　1-0　三菱重工神戸・高砂
- 第1代表準決勝

大阪ガス　5-2　カナフレックス
NTT西日本　2-0　パナソニック
- 第1代表決定戦

NTT西日本　12-1　大阪ガス
- 第2代表1回戦

パナソニック　7-0　カナフレックス
- 第2代表決定戦

パナソニック　5-0　大阪ガス
- 第3代表1回戦

ニチダイ　5-4　日本製鉄広畑
日本新薬　12-1　三菱重工神戸・高砂
- 第3代表2回戦

日本新薬　1-0　ニチダイ
- 第3代表決定戦

大阪ガス　2-0　日本新薬
- 第4代表1回戦

大和高田クラブ　10-0　泉州大阪野球団
NOMOベースボールクラブ　4-0　島津製作所
- 第4代表2回戦

日本生命　8-3　大和高田クラブ
ミキハウス　6-3　NOMOベースボールクラブ
- 第4代表3回戦

日本生命　4-3　三菱重工神戸・高砂
日本製鉄広畑　9-3　ミキハウス
- 第4代表4回戦

日本生命　3-1　日本製鉄広畑
- 第4代表5回戦

日本生命　3-0　カナフレックス
- 第4代表決定戦

日本新薬　6-3　日本生命
- 第5代表1回戦

ニチダイ　5-4　カナフレックス
- 第5代表決定戦

日本生命　6-1　ニチダイ
NTT西日本、パナソニック、大阪ガス、日本新薬、日本生命が本大会へ進出

## 中国地区

### 広島地区1次予選
- 1回戦

MSH医療専門学校　3-2　広島鯉城クラブ
- 2回戦

ツネイシブルーパイレーツ　8-1　伯和ビクトリーズ
三菱重工広島　6-0　福山ローズファイターズ
JFE西日本　24-2　MSH医療専門学校
JR西日本　20-2　三原ヤッサベースボールクラブ
- 準決勝

JFE西日本　7-0　ツネイシブルーパイレーツ
三菱重工広島　2-1　JR西日本
- 第1代表決定戦

三菱重工広島　5-3　JFE西日本
- 敗者復活1回戦

伯和ビクトリーズ　11-0　広島鯉城クラブ
- 敗者復活2回戦

伯和ビクトリーズ　14-0　三原ヤッサベースボールクラブ
福山ローズファイターズ　1-0　MSH医療専門学校
- 第5代表決定戦

伯和ビクトリーズ　1-0　福山ローズファイターズ
三菱重工広島、JFE西日本、ツネイシブルーパイレーツ、JR西日本、伯和ビクトリーズが中国地区2次予選へ進出

福山ローズファイターズが中国地区1次予選へ進出

### 山口地区1次予選
- 1回戦

岩国五橋クラブ　不戦勝　航空自衛隊防府クラブ
- 2回戦

山口防府ベースボールクラブ　6-5　岩国五橋クラブ
光シーガルズ　不戦勝　海上自衛隊岩国クラブ
- 決勝戦

光シーガルズ　7-0　山口防府ベースボールクラブ
光シーガルズが中国地区2次予選へ進出

### 岡山・島根地区1次予選
- 1回戦

三菱自動車倉敷オーシャンズ　8-0　倉敷ピーチジャックス
- 準決勝

シティライト岡山　不戦勝　MJG島根
三菱自動車倉敷オーシャンズ　9-2　ショウワコーポレーション
- 代表決定戦

シティライト岡山　9-0　三菱自動車倉敷オーシャンズ
シティライト岡山が中国地区2次予選へ進出
- 敗者復活1回戦

倉敷ピーチジャックス　不戦勝　MJG島根
- 敗者復活2回戦

ショウワコーポレーション　4-2　倉敷ピーチジャックス
- 敗者復活代表決定戦

三菱自動車倉敷オーシャンズ　14-1　ショウワコーポレーション
三菱自動車倉敷オーシャンズが中国地区1次予選へ進出

### 中国地区1次予選
- 第8代表決定戦

三菱自動車倉敷オーシャンズ　6-3　福山ローズファイターズ
三菱自動車倉敷オーシャンズが中国地区2次予選へ進出

### 中国地区2次予選
- リーグ戦

JFE西日本　5-0　三菱自動車倉敷オーシャンズ
シティライト岡山　9-0　ツネイシブルーパイレーツ
JR西日本　7-3　三菱重工広島
伯和ビクトリーズ　4-1　光シーガルズ
JFE西日本　1-0　シティライト岡山
三菱自動車倉敷オーシャンズ　0-0　ツネイシブルーパイレーツ
JR西日本　6-4　伯和ビクトリーズ
三菱重工広島　6-4　光シーガルズ
JFE西日本　4-3　ツネイシブルーパイレーツ
三菱自動車倉敷オーシャンズ　2-1　シティライト岡山
三菱重工広島　5-1　伯和ビクトリーズ
JR西日本　5-3　光シーガルズ
- 1回戦

三菱重工広島　10-2　JFE西日本
三菱自動車倉敷オーシャンズ　2-0　JR西日本
- 第1代表決定戦

三菱重工広島　10-0　三菱自動車倉敷オーシャンズ
- 敗者復活1回戦

JR西日本　8-0　JFE西日本
- 第2代表決定戦

三菱自動車倉敷オーシャンズ　9-5　JR西日本
三菱重工広島、三菱自動車倉敷オーシャンズが本大会へ進出

## 四国地区

### 四国地区1次予選
- リーグ戦

松山フェニックス　4-0　アークバリア
JR四国　不戦勝　徳島アストロズ
四国銀行　不戦勝　徳島アストロズ
JR四国　6-4　松山フェニックス
徳島野球倶楽部　2-1　アークバリア
四国銀行　8-2　徳島野球倶楽部
JR四国　11-2　徳島野球倶楽部
四国銀行　7-0　アークバリア
松山フェニックス　不戦勝　徳島アストロズ
アークバリア　不戦勝　徳島アストロズ
松山フェニックス　6-5　徳島野球倶楽部
四国銀行　4-2　JR四国
徳島野球倶楽部　不戦勝　徳島アストロズ
四国銀行　11-8　松山フェニックス
JR四国　12-1　アークバリア
四国銀行、JR四国、松山フェニックス、徳島野球倶楽部が四国地区2次予選へ進出

### 四国地区2次予選
- 準決勝戦

四国銀行　5-1　徳島野球倶楽部
JR四国　6-5　松山フェニックス
- 代表決定戦

四国銀行　3-1　JR四国
四国銀行が本大会へ進出

## 九州地区

### 福岡地区1次予選
- 1回戦

REXパワーズ　3-1　嘉麻市バーニングヒーローズ
- 代表決定戦

西部ガス　5-0　REXパワーズ
九州三菱自動車　9-3　苅田ビクトリーズ
沖データコンピュータ教育学院　22-0　日本ウェルネススポーツ大学北九州
- 敗者復活1回戦

苅田ビクトリーズ　10-0　嘉麻市バーニングヒーローズ
REXパワーズ　4-1　日本ウェルネススポーツ大学北九州
- 敗者復活代表決定戦

苅田ビクトリーズ　4-1　REXパワーズ
西部ガス、九州三菱自動車、沖データコンピュータ教育学院、苅田ビクトリーズが九州地区2次予選へ進出

### 中九州地区1次予選
- 1回戦

Honda熊本　10-3　大福ロジスティクス
九州総合スポーツカレッジ　1-0　九州工科自動車専門学校
熊本ゴールデンラークス　10-0　鮮ど市場
日本製鉄大分　4-1　佐賀魂
- 代表決定戦

Honda熊本　11-0　九州総合スポーツカレッジ
熊本ゴールデンラークス　9-1　日本製鉄大分
- 敗者復活1回戦

大福ロジステックス　3-2　九州工科自動車専門学校
鮮ど市場　3-0　佐賀魂
- 敗者復活代表決定戦

日本製鉄大分　3-1　大福ロジスティクス
九州総合スポーツカレッジ　2-0　鮮ど市場
Honda熊本、熊本ゴールデンラークス、日本製鉄大分、九州総合スポーツカレッジが九州地区2次予選へ進出

### 南九州地区1次予選
- 第一代表決定トーナメント1回戦

鹿児島ドリームウェーブ　3-1　宮崎福祉医療カレッジ
宮崎梅田学園　5-0　薩摩ライジング
- 第一代表決定戦

宮崎梅田学園　7-2　鹿児島ドリームウェーブ
- 第二代表決定トーナメント1回戦

薩摩ライジング　7-4　宮崎福祉医療カレッジ
- 第二代表決定戦

鹿児島ドリームウェーブ　7-1　薩摩ライジング
宮崎梅田学園、鹿島ドリームウェーブが九州地区2次予選へ進出

### 沖縄地区1次予選
- 第一代表トーナメント1回戦

ビッグ開発ベースボールクラブ　9-4　シンバネットワークアーマンズベースボールクラブ
エナジック　14-0　クリード安仁屋ベースボールクラブ
- 第一代表トーナメント準決勝

沖縄電力　3-1　ビッグ開発ベースボールクラブ
エナジック　2‐1　てるクリニック
- 第一代表決定戦

沖縄電力　6‐1　エナジック
- 第二代表トーナメント1回戦

シンバネットワークアーマンズベースボールクラブ　11-2　てるクリニック
ビッグ開発ベースボールクラブ　不戦勝　クリード安仁屋ベースボールクラブ
- 第二代表トーナメント2回戦

シンバネットワークアーマンズベースボールクラブ　5-3　ビッグ開発ベースボールクラブ
- 第二代表決定戦

シンバネットワークアーマンズベースボールクラブ　7-0　エナジック
沖縄電力、シンバネットワークアーマンズベースボールクラブが九州地区2次予選へ進出

### 九州地区2次予選
- 第1代表1回戦

日本製鉄大分　6-4　熊本ゴールデンラークス
沖データコンピュータ教育学院　7-1　シンバネットワークアーマンズベースボールクラブ
苅田ビクトリーズ　5-3　九州三菱自動車
鹿児島ドリームウェーブ　5-2　九州総合スポーツカレッジ
- 第1代表2回戦

Honda熊本　2-1　日本製鉄大分
西部ガス　4-0　苅田ビクトリーズ
沖データコンピュータ教育学院　4-1　沖縄電力
宮崎梅田学園　3-2　鹿児島ドリームウェーブ
- 第1代表準決勝

Honda熊本　7-3　西部ガス
宮崎梅田学園　6-4　沖データコンピュータ教育学院
- 第1代表決定戦

Honda熊本　5-4　宮崎梅田学園
- 第2代表1回戦

熊本ゴールデンラークス　4-2　沖縄電力
シンバネットワークアーマンズベースボールクラブ　4-3　日本製鉄大分
鹿児島ドリームウェーブ　7-6　九州三菱自動車
苅田ビクトリーズ　3-0　九州総合スポーツカレッジ
- 第2代表2回戦

熊本ゴールデンラークス　3-1　鹿児島ドリームウェーブ
苅田ビクトリーズ　2-1　シンバネットワークアーマンズベースボールクラブ
- 第2代表3回戦

西部ガス　4-2　熊本ゴールデンラークス
苅田ビクトリーズ　7-2　沖データコンピュータ教育学院
- 第2代表4回戦

西部ガス　5-1　苅田ビクトリーズ
- 第2代表決定戦

西部ガス　3-1　宮崎梅田学園
Honda熊本、西部ガスが本大会へ進出